# آلن رب گریه
آلن رُب-گری یه (فرانسوی: Alain Robbe-Grillet‎؛ ‏ ۱۸ اوت ۱۹۲۲ – ۱۸ فوریه ۲۰۰۸) نویسنده و فیلم‌ساز فرانسوی و از مهم‌ترین چهره‌های جنبش رمان نو در دههٔ ۱۹۶۰ بود.

## زندگی
آلن رب-گریه دورۀ آموزش متوسطه را ابتدا در برست و سپس در دبیرستان‌های بوفون و سن لویی پاریس گذراند. از انستیتو ملی کشاورزی فرانسه مدرک مهندسی گرفت؛ و از ۱۹۴۵ تا ۱۹۴۸ در انستیتو ملی آمار پاریس کار کرد. سپس به عنوان کارشناس کشاورزی سه سال را در نقاط گرمسیری مختلفی مانند مراکش، مارتینیک، گوادلوپ و گویان فرانسه گذراند؛ ولی در سال ۱۹۵۱ به علت بیماری مجبور به بازگشت به فرانسه شد. او در سال ۱۹۴۹ رمان «شاه‌کشی» را به پایان رسانده بود که از سوی انتشارات گالیمار رد شد، کتابی که سرانجام سی سال بعد پس از بازنویسی توسط انتشارات مینویی به چاپ رسید. رب-گریه هنگام بازگشت با کشتی به فرانسه در ۱۹۵۱ نوشتن رمان پاک‌کن‌ها را آغاز کرد و در همان سال با کاترین راستاکیان Catherine (née Rstakian) Robbe-Grillet هنرمند نامدار ارمنی‌تبار فرانسوی ازدواج کرد و برای کتاب او، «تصویر»، پیشگفتاری با نام مستعار نوشت.
در سال ۱۹۶۰ در بحبوحه جنگ استقلال الجزایر آلن رب-گریه یکی از ۱۲۱ روشنفکر فرانسوی بود که بیانیه معروف حمایت از مردم الجزایر را امضا کرد. با این وجود برخلاف ژان پل سارتر به تعهد سیاسی نویسنده باور نداشت و معتقد بود نویسنده مجاز نیست تا آثارش را در خدمت این یا آن جریان سیاسی قرار دهد.

## نویسندگی
نخستین رمان وی یه با نام «جوانی» در بیست و دو سالگی نوشته شد، اما هرگز منتشر نشد. پاک‌کن‌ها اولین اثر رب-گریه یه بود که در ۱۹۵۳ توسط انتشارات مینویی چاپ شد. این رمان که مضمونی پلیسی داشت در آن سال برنده جایزه فنئون شد و به شدت مورد توجه رولان بارت منتقد برجسته ادبیات فرانسه قرار گرفت.
آلن رب گری یه در سال ۱۹۵۵ در مقام مدیر ادبی انتشارات مینویی قرار گرفت و رمان چشم چران را به چاپ رساند. این کتاب که به روان‌شناسی یک زنا کار در حال و هوایی سوررئالیستی می‌پرداخت جایزه منتقدان را از آن او کرد. او از آن پس شروع به همکاری با گاهنامه اکسپرس کرد. مقالات آلن رب گری یه در این مجله سال‌ها بعد در کتاب مستقلی با عنوان درباره رمان نو به چاپ رسید.
موفقیت اصلی رب گری‌یه اما در سال ۱۹۵۷ رخ داد. رمان حسادت که گذشته و حال و آینده را در کنار یکدیگر عرضه می‌کرد، نوید ظهور یک نویسنده صاحب سبک را می‌داد. این کتاب برای آلن شهرت و اعتبار فراوانی را به ارمغان آورد.

## سبک ادبی
رب گری یه از مهم‌ترین چهره‌های جنبش ادبی و هنری رمان نو یا موج نو بود که در دهه ۱۹۶۰ هیاهوی بسیاری به پا کرد رب گری یه از نظر فکری به فلاسفه المانی به ویژه هایدگر و سبک داستان پردازی کافکا گرایش داشت و دیدگاه او با تفاوت قائل شدن میان واقعیت و رئالیسم، به این معنا که درک رئالیستی واقعیت نمی‌تواند تمامی آن را بیان کند، بسیار نزدیک به جریان فلسفی پست مدرنیسم می‌شد که در همان زمان در فرانسه پا گرفته بود. رولان بارت از برجسته‌ترین شارحان پست مدرنیسم به ویژه در حوزه هنر و ادبیات همواره به طرز اغراق‌آمیزی داستان‌های آلن رب گری یه را تحسین می‌کرد.
رب گری یه به شدت از توصیفات رئالیستی مبتنی بر راوی دانای کل، آن چنان‌که در آثار بالزاک به چشم می‌آید پرهیز می‌کرد و با توصیف عینی جزئیات و خودداری از به‌کارگیری صفت به گوستاو فلوبر نزدیک می‌شد.
روش او در بهره‌گیری از تلفیق رؤیا و واقعیت و در هم ریختن خط طولی زمان، داستان‌های مارسل پروست را به یاد می‌آورد.

## سینما
از دیگر علایق مهم رب گری‌یه نگارش فیلمنامه و کارگردانی فیلم است. او در فاصله سال‌های ۱۹۶۴–۱۹۶۱ فیلم‌نامه «سال گذشته در مارین‌باد» را نوشت که به وسیله آلن رنه ساخته شد و جایزه شیر طلایی جشنواره ونیز را از آن خود کرد. کارگردانی فیلم «قطار سریع‌السیر اروپا» با شرکت ژان لویی ترنتینان که با استقبال فراوانی روبه رو شد و همچنین دو فیلم «لغزش تدریجی لذت» و «بازی با آتش» از دیگر فعالیت‌های سینمایی آلن رب گری یه به حساب می‌آید.

## فیلمشناسی
- سال گذشته در مارین‌باد
- بازی با آتش

## برگردان آثار به فارسی
- ۱۳۷۰ - قصه‌نو، انسان طراز نو؛ ترجمهٔ محمدتقی غیاثی، انتشارات امیرکبیر.
- ۱۳۷۶ - فیلم‌نامه ماندگار؛ ترجمهٔ قاسم روبین، انتشارات نیلوفر.
- ۱۳۷۹ - پاک‌کن‌ها؛ ترجمهٔ پرویز شهدی؛ انتشارات دشتستان.
- ۱۳۸۰ - سال گذشته در مارین باد؛ ترجمهٔ پرویز شهدی؛ انتشارات دشتستان.
- ۱۳۸۰ - جن حفره‌ای قرمز میان سنگفرش‌های از هم جدا شده؛ ترجمهٔ پرویز شهدی؛ انتشارات دشتستان.
- ۱۳۸۰ - در هزار تو؛ ترجمهٔ مجید اسلامی؛ نشر نی.
- ۱۳۸۱ - جام شکسته، ترجمهٔ خجسته کیهان، انتشارات نیلوفر.
- ۱۳۸۹ - خاطرات مثلث طلایی، ترجمهٔ پرویز شهدی، نشر افکار.
- ۱۳۸۹ - تعیین موقعیت شهری خیالی، ترجمهٔ پرویز شهدی، نشر افکار.
- ۱۳۸۹ - طرحی برای انقلاب در نیویورک، ترجمهٔ پرویز شهدی، نشر افکار.

- ۱۳۹۲ - وعده‌گاه، ترجمهٔ پرویز شهدی، نشر افکار.
- ۱۳۹۲ - ژلوزی، ترجمهٔ منوچهر بدیعی، انتشارات نیلوفر.
- 1398- برای رمانی نو، ترجمهٔ پرویز شهدی، نشر افکار.

### دربارهٔ رب-گریه
- ۱۳۸۱ - آلن رب-گریه (از سری: نویسندگان قرن بیستم فرانسه)؛ ژانین پاریزیر پلوئل؛ نیکو سرخوش؛ نشر ماهی
- ۱۳۹۸ - اروس و تصویر (گفت‌وگو با آلن رب‌گری‌یه دربارة فیلم‌هایش)، مصاحبه آنتونی فراگولا و روش اسمیت، ترجمهٔ ابراهیم برزگر، نشر افکار.[۱]
- ۱۳۹۹ - سال گذشته در مارین باد؛ نقد فیلم، ترجمهٔ ابراهیم برزگر؛ انتشارات ایجاز.